# Johannes Lundson
Otto Johannes Lundson (født 11. oktober 1867 i Leppävirta, død 11. august 1939 i Salo) var en finsk politiker, som repræsenterede Ungfinska partiet og senere Framstegspartiet.
Han sad i riksdagen 1917–1919, og var finansminister i Juho Vennolas første regering 1919–20.